# Zbór Kościoła Zielonoświątkowego w Trzciance
Zbór Kościoła Zielonoświątkowego w Trzciance okręgu zachodniowielkopolskiego.

## O zborze
Zbór w Trzciance jest jednym ze zborów Kościoła Zielonoświątkowego w Polsce. Kościół mieści się przy ulicy 27 Stycznia, nr 27. Nabożeństwa odprawiane są w każdą niedzielę o 10:00 oraz środę o 17:30 i posiadają charakter ewangeliczny.
- Obecnie kościół prowadzi pastor Mirosław Kantowicz.
- Kościół wspiera działalność misyjną w Polsce.

## Historia
Zbór Kościoła Zielonoświątkowego początkowo został założony nie w Trzciance, a w miejscowości Zofiowo zaraz po II wojnie światowej, przez pastora Władysława Czajkę. W nocy z 19 na 20 września 1950 roku doszło do aresztowań dokonanych przez Urząd Bezpieczeństwa. Dotyczyły one duchownych i usługujących ze środowiska ewangelicznego. Aresztowany i przetrzymywany został m.in. pastor zboru Kościoła Zielonoświątkowego w Zofiowie - Władysław Czajko.
Zbór po wielu latach przeprowadzek na stałe zadomowił się w miejscowości Trzcianka i jego siedziba znajduje się tam nieprzerwanie od 1991 roku. Wcześniej wierni Kościoła spotykali się na nabożeństwach domowych, które odbywały się w okolicznych wioskach, takich jak wspomniane wcześniej Zofiowo, Bukowiec i Jesionowo.